# Феттори, Эрнст
Эрнст Феттори (нем. Ernst Vettori; род. 25 июня 1964 года) — австрийский прыгун с трамплина, олимпийский чемпион 1992 года, чемпион мира. Двукратный победитель Турне четырёх трамплинов.

## Карьера
Отец Эрнста Феттори Вильфред был двоеборцем, после окончания карьеры возглавлял сборную Австрии по этому виду спорта. Изначально Эрнст также занимался двоеборьем, но потом принял решение сфокусироваться только на прыжках с трамплина.
В Кубке мира дебютировал 4 января 1981 на домашнем этапе в Инсбруке, где занял 31-е место. Через полтора месяца в Шамони поднялся на третью строчку, завоевав первые очки в Кубке мира. В 1982 году дебютировал на чемпионате мира, где был 24-м на нормальном трамплине.
На Олимпийских играх дебютировал в Сараево в 1984 году. Выступал только на нормальном трамплине, где занял 36-ю позицию.
Первую победу на этапе Кубка мира добыл в конце 1984 года на первом этапе Турне четырёх трамплинов в Оберхофе. На домашнем чемпионате мира 1985 года Веттори завоевал серебро в командном турнире, а в личных турнирах дважды становился пятым.
В сезоне 1985/86 австриец одержал 5 побед, некоторое время лидировал в общем зачёте, но в итоге проиграл 18 очков финну Матти Нюкянену. Зато в этом сезоне Веттори первый раз в карьере выиграл общий зачёт Турне четырёх трамплинов. В следующем сезоне австриец вновь был вторым в общем зачёте, но защитил звание победителя Турне, а на мировом первенстве в Западной Германии выиграл две бронзы, в том числе личную на большом трамплине. Эта медаль оказалась для Веттори единственной личной медалью с чемпионатов мира.
На Олимпийский играх в Калгари австрийский прыгун выступил неудачно — дважды он занимал места в третьем десятке, а в командном турнире австрийская команда показала пятый результат.
В сезоне 1989/90 Веттори успешно освоил новый V-образный стиль прыжков и третий раз в карьере стал вице-чемпионом Кубка мира, проиграв финну Никколе.
В 1991 году на чемпионате мира в итальянском Валь-ди-Фьемме австрийская сборная стала чемпионом в командном турнире на большом трамплине. Вместе с Веттори золотые медали завоевали Хайнц Куттин, Штефан Хорнгахер и Андреас Фельдер. В том же году получил Холменколленскую медаль, став всего вторым австрийцем, удостоившимся этой награды (первым в 1984 году был ещё один прыгун Армин Коглер).
На Олимпиаде 1992 года Веттори стал одним из главных героев турнира прыгунов. Он выиграл «золото» на нормальном трамплине и «серебро» на большом трамплине в командном соревновании. В личном первенстве на большом трамплине был 15-м.
Завершил карьеру в январе 1994 года, выиграв перед этим очередную бронзовую медаль мирового первенства в командном турнире.
После завершения карьеры был телевизионным комментатором, а позднее работал в австрийской федерации лыжных видов спорта. С 2010 года возглавляет отделение прыжков с трамплина и двоеборья этой федерации.